# Godofredo de Durnay
Godofredo de Durnay (en francés: Geoffroi de Durnay) fue un caballero de origen francés y barón de Kalavryta (1263-1278) en el Principado de Acaya. 
Según la versión francesa y griega de la Crónica de Morea, era el hijo del cruzado y primer barón de Kalavryta Otón de Durnay que había si nombrado por Guillermo de Champlitte, el primer príncipe de Acaya, en 1209. Sin embargo, según la versión aragonesa dice que Guillermo de Champlitte dio la baronía con 12 feudos a Godofredo y la zona del castillo de Kalavryta en 1209. La investigación actual muestra la primera versión como correcta. Perdió la Baronía de Kalavryta ante los bizantinos a finales de los años 1260 o principios de los 1270. Godofredo, recibió la Baronía de Gritzena en compensación. 
Participó en la batalla de Tagliacozzo en Italia bajo el mando del príncipe Guillermo II de Villehardouin (ya que eran vasallos de Carlos de Anjou por el Tratado de Viterbo). Murió a principios o finales de los años 1280 y fue sucedido por su hijo Juan.